# Sanctambrosia manicata
Sanctambrosia manicata es la única especie del género monotípico Sanctambrosia,  perteneciente a la familia de las cariofiláceas. Es  originaria de Chile donde se encuentra en la Isla de San Ambrosio.

## Taxonomía
Sanctambrosia manicata fue descrita por (Skottsb.) Skottsb. ex Kuschel y publicado en Arkiv för Botanik, Andra Serien 4(12): 418, pl. 8, f. 1. 1961.
Sinonimia
- Paronychia manicata Skottsb.	[3]